# Governo Spadolini II
Il governo Spadolini II è stato il quarantesimo esecutivo della Repubblica Italiana, il quinto dell'VIII legislatura. 
Il governo rimase in carica dal 23 agosto al 1º dicembre 1982, per un totale di 100 giorni, ovvero 3 mesi e 8 giorni; si tratta quindi del governo di più breve durata tra quelli che hanno inizialmente ricevuto il voto di fiducia nella storia della Repubblica.
Il governo ottenne la fiducia dalla Camera il 2 settembre 1982 con 357 voti favorevoli e 245 contrari.
Il governo ottenne la fiducia dal Senato il 4 settembre 1982 con 176 voti favorevoli e 115 contrari.
L'esecutivo cadde a causa della cosiddetta "lite delle comari", ossia uno scontro politico tra i ministri Andreatta e Formica, che coinvolse anche i rispettivi partiti. 
Spadolini si dimise, il 13 novembre 1982.

## Storia
Il secondo governo di Giovanni Spadolini si presenta con una lista dei ministri e dei sottosegretari identica a quella del governo uscente. È la prima volta nella storia della repubblica e sui giornali l'esecutivo è subito battezzato "governo fotocopia". E dell'esecutivo uscente mantiene i medesimi problemi, che anzi vanno progressivamente ad acutizzarsi per lo scontro tra il ministro democristiano del tesoro, Nino Andreatta, e quello socialista alle finanze, Rino Formica, che sfocia nella cosiddetta lite delle comari. Minato da una forte instabilità della maggioranza, indebolita a sua volta dalla conflittualità tra DC e PSI, dall'insidia dei franchi tiratori (che costringono Spadolini a continue richieste di fiducia) e da una situazione economica compromessa e priva di valide soluzioni, l'esecutivo getta la spugna dopo soli 3 mesi e 8 giorni, caratterizzandosi ad oggi come il più breve tra quelli che hanno ottenuto la fiducia. 

## Compagine di governo

### Sostegno parlamentare
| Camera dei deputati | Camera dei deputati | Seggi                  |
| ------------------- | --- | ---------------------- |
|                     | Democrazia Cristiana Partito Socialista Italiano Partito Socialdemocratico Italiano Partito Repubblicano Italiano Partito Liberale Italiano Südtiroler Volkspartei Union Valdôtaine Totale Maggioranza | 262 62 20 17 9 4 1 375 |
|                     | Partito Comunista Italiano Movimento Sociale Italiano Partito Radicale PdUP per il comunismo Totale Opposizione                                                                                        | 201 30 18 6 255        |
| Totale              | Totale | 630                    |

| Senato della Repubblica | Senato della Repubblica | Seggi                |
| ----------------------- | --- | -------------------- |
|                         | Democrazia Cristiana Partito Socialista Italiano Partito Socialdemocratico Italiano Partito Repubblicano Italiano Südtiroler Volkspartei Partito Liberale Italiano Union Valdôtaine Totale Maggioranza | 138 32 9 6 3 2 1 191 |
|                         | Partito Comunista Italiano Movimento Sociale Italiano Partito Radicale Totale Opposizione | 109 13 2 124         |
| Totale                  | Totale | 315                  |

### Appartenenza politica
- Partito Repubblicano Italiano (PRI), Presidente del Consiglio, 1 ministro e 3 sottosegretari
- Democrazia Cristiana (DC), 15 ministri e 31 sottosegretari
- Partito Socialista Italiano (PSI), 7 ministri e 15 sottosegretari
- Partito Socialista Democratico Italiano (PSDI), 3 ministri e 5 sottosegretari
- Partito Liberale Italiano (PLI), 1 ministro e 3 sottosegretari.

### Provenienza geografica
| Regione               | Presidente | Ministri | Sottosegretari | Totale |
| --------------------- | ---------- | -------- | -------------- | ------ |
| Toscana               | 1          | 1        | -              | 2      |
| Lombardia             | -          | 4        | 8              | 12     |
| Veneto                | -          | 2        | 7              | 9      |
| Puglia                | -          | 3        | 5              | 8      |
| Lazio                 | -          | 2        | 5              | 7      |
| Calabria              | -          | 2        | 4              | 6      |
| Friuli-Venezia Giulia | -          | 2        | 3              | 5      |
| Campania              | -          | 1        | 4              | 5      |
| Piemonte              | -          | 2        | 2              | 4      |
| Emilia-Romagna        | -          | 1        | 3              | 4      |
| Sicilia               | -          | -        | 4              | 4      |
| Sardegna              | -          | 1        | 2              | 3      |
| Liguria               | -          | -        | 3              | 3      |
| Marche                | -          | -        | 3              | 3      |
| Abruzzo               | -          | 1        | 1              | 2      |
| Basilicata            | -          | 1        | 1              | 2      |
| Molise                | -          | 1        | 1              | 2      |
| Trentino-Alto Adige   | -          | 1        | 1              | 2      |
| Umbria                | -          | 1        | -              | 1      |

## Composizione
| Carica                                                                 | Titolare                              | Titolare                              | Titolare                              | Sottosegretari |
| Presidenza del Consiglio dei ministri                                  | Presidenza del Consiglio dei ministri | Presidenza del Consiglio dei ministri | Presidenza del Consiglio dei ministri | Sottosegretari di Stato alla Presidenza del Consiglio |
| ---------------------------------------------------------------------- | ------------------------------------- | ------------------------------------- | ------------------------------------- | --- |
| Presidente del Consiglio dei ministri                                  |                                       |                                       | Giovanni Spadolini (PRI)              | - Vittorio Olcese (PRI) Segretario del Consiglio dei ministri - Francesco Quattrone (DC) Con delega alla funzione pubblica - Salvatore Urso (DC) Con delega agli interventi nel Mezzogiorno |
| Ministri senza portafoglio                                             | Ministri senza portafoglio            | Ministri senza portafoglio            | Ministri senza portafoglio            | Sottosegretari di Stato |
| Affari regionali                                                       |                                       |                                       | Aldo Aniasi (PSI)                     | Carica non assegnata |
| Coordinamento delle iniziativeper la ricerca scientifica e tecnologica |                                       |                                       | Giancarlo Tesini (DC)                 | Carica non assegnata |
| Coordinamento delle politiche comunitarie                              |                                       |                                       | Lucio Gustavo Abis (DC)               | Carica non assegnata |
| Coordinamento della protezione civile                                  |                                       |                                       | Giuseppe Zamberletti (DC)             | Carica non assegnata |
| Funzione pubblica                                                      |                                       |                                       | Dante Schietroma (PSDI)               | Carica non assegnata |
| Interventi straordinari nel Mezzogiorno                                |                                       |                                       | Claudio Signorile (PSI)               | Carica non assegnata |
| Rapporti col Parlamento                                                |                                       |                                       | Luciano Radi (DC)                     | Carica non assegnata |
| Ministero                                                              | Ministri                              | Ministri                              | Ministri                              | Sottosegretari di Stato |
| Affari esteri                                                          |                                       |                                       | Emilio Colombo (DC)                   | - Bruno Corti (PSDI) - Raffaele Costa (PLI) - Mario Fioret (DC) - Roberto Palleschi (PSI)                                                                                                   |
| Interno                                                                |                                       |                                       | Virginio Rognoni (DC)                 | - Marino Corder (DC) - Angelo Maria Sanza (DC) - Francesco Spinelli (PSI) |
| Grazia e giustizia                                                     |                                       |                                       | Clelio Darida (DC)                    | - Giuseppe Gargani (DC) - Domenico Raffaello Lombardi (DC) - Gaetano Scamarcio (PSI) |
| Bilancio e programmazione economica                                    |                                       |                                       | Giorgio La Malfa (PRI)                | - Emilio Rubbi (DC) |
| Finanze                                                                |                                       |                                       | Rino Formica (PSI)                    | - Giuseppe Amadei (PSDI) - Francesco Colucci (PSI) - Paolo Enrico Moro (DC) - Rodolfo Tambroni Armaroli (DC)                                                                                |
| Tesoro                                                                 |                                       |                                       | Beniamino Andreatta (DC)              | - Carlo Fracanzani (DC) - Giuseppe Pisanu (DC) - Eugenio Tarabini (DC) - Angelo Tiraboschi (PSI) - Claudio Venanzetti (PRI)                                                                 |
| Difesa                                                                 |                                       |                                       | Lelio Lagorio (PSI)                   | - Bartolomeo Ciccardini (DC) - Amerigo Petrucci (DC) - Martino Scovacricchi (PSDI) |
| Pubblica istruzione                                                    |                                       |                                       | Guido Bodrato (DC)                    | - Antonino Drago (DC) - Franca Falcucci (DC) - Giuseppe Fassino (PLI) - Sisinio Zito (PSI)                                                                                                  |
| Lavori pubblici                                                        |                                       |                                       | Franco Nicolazzi (PSDI)               | - Mario Casalinuovo (PSI) - Giorgio Santuz (DC) |
| Agricoltura e foreste                                                  |                                       |                                       | Giuseppe Bartolomei (DC)              | - Mario Campagnoli (DC) - Fabio Fabbri (PSI) |
| Trasporti                                                              |                                       |                                       | Vincenzo Balzamo (PSI)                | - Antonio Caldoro (PSI) - Dino Riva (PSDI) - Elio Tiriolo (DC) |
| Poste e telecomunicazioni                                              |                                       |                                       | Remo Gaspari (DC)                     | - Giorgio Bogi (PRI) - Pino Leccisi (DC) - Gaspare Saladino (PSI) |
| Industria, commercio e artigianato                                     |                                       |                                       | Giovanni Marcora (DC)                 | - Giovanni Angelo Fontana (DC) - Enrico Novellini (PSI) - Francesco Rebecchini (DC) |
| Sanità                                                                 |                                       |                                       | Renato Altissimo (PLI)                | - Maria Magnani Noya (PSI) - Bruno Orsini (DC) |
| Commercio con l'estero                                                 |                                       |                                       | Nicola Capria (PSI)                   | - Baldassare Armato (DC) - Enrico Rizzi (PSDI) |
| Marina mercantile                                                      |                                       |                                       | Calogero Mannino (DC)                 | - Giovanni Nonne (PSI) - Francesco Patriarca (DC) |
| Partecipazioni statali                                                 |                                       |                                       | Gianni De Michelis (PSI)              | - Silvestro Ferrari (DC) - Delio Giacometti (DC) |
| Ministero del lavoro e della previdenza sociale                        |                                       |                                       | Michele Di Giesi (PSDI)               | - Mario Costa (DC) - Angelo Gaetano Cresco (PSI) - Mario Gargano (DC) - Piergiovanni Malvestio (DC)                                                                                         |
| Beni culturali e ambientali                                            |                                       |                                       | Vincenzo Scotti (DC)                  | - Pietro Mezzapesa (DC) |
| Turismo e spettacolo                                                   |                                       |                                       | Nicola Signorello (DC)                | - Enrico Quaranta (PSI) |

## Cronologia

### 1982

#### Agosto
- 8-11 agosto: il capo dello Stato inizia le consultazioni. A favore di elezioni anticipate si schierano soltanto radicali e missini. Il PDUP chiede un rinvio dell'esecutivo alle Camere, in modo che i partiti della maggioranza si assumano la responsabilità della caduta dell'esecutivo. I partiti della maggioranza si oppongono alle elezioni anticipate, che rinvierebbero al lungo periodo la risoluzione di numerosi problemi, e si dichiarano disponibili alla ricostituzione del pentapartito sotto la presidenza di Spadolini. [7]
- 17 agosto: Spadolini stende un documento programmatico in dieci punti, da sottoporre ai partiti e alle parti sociali e incentrato su economia, autonomie locali, rapporti istituzionali e giustizia.[8]
- 23-25 agosto: con una decisione senza precedenti Spadolini comunica una lista dei ministri identica a quella del governo uscente.
Con un editoriale che appare su l’Unità il PCI si rivolge al PSI commentando criticamente la scelta di tornare ad un'alleanza conflittuale con la DC e sottolinea la necessità di un diverso rapporto fra i due partiti di sinistra per superare il «sistema di potere» democristiano. I liberali si dichiarano delusi per non aver ottenuto un secondo ministero e viene ventilata la possibilità di un appoggio esterno col ritiro di Renato Altissimo.
- 26 agosto: Carlo Donat Cattin afferma in una intervista al Globo che nel corso della crisi del I governo Spadolini il segretario democristiano, Ciriaco De Mita, lo ha consultato per conoscere la sua opinione su un governo formato da DC, PRI, PSDI e PLI, senza il PSI e con una forma di appoggio esterno del PCI, ottenendo una risposta negativa. Le sue dichiarazioni sono viste come una conferma dell’accusa di un complotto DC ai danni del PSI mossa da Claudio Martelli nei giorni delle trattative per il governo. Immediata la smentita della segreteria DC.[9]
- 30 agosto-2 settembre: il governo si presenta in parlamento. Spadolini parla della crisi del suo governo come di un malessere istituzionale e ritiene di primaria importanza fronteggiare una situazione economica allarmante con rigore fiscale e lotta agli sprechi. Alla Camera la fiducia è approvata con 357 voti favorevoli e 247 contrari. Al Senato con 176 voti favorevoli e 115 contrari.[10]

#### Settembre

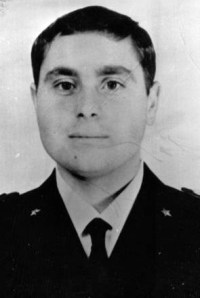
Domenico Russo

- 3 settembre: la mafia uccide il generale Carlo Alberto dalla Chiesa, sua moglie Emanuela Setti Carraro e l’agente di scorta Domenico Russo. Dalla Chiesa si era insediato prefetto di Palermo il 30 aprile 1982, giorno dell’assassinio di Pio La Torre. Il 10 agosto, in una polemica intervista a la Repubblica, aveva lamentato che il governo non ha mai messo all'ordine del giorno i poteri speciali promessi per combattere Cosa nostra.[11]
- 6 settembre: il ministro degli interni, Virginio Rognoni, riferisce sul delitto Dalla Chiesa alle commissioni interni e giustizia della Camera, riunite in seduta congiunta per approvare la proposta di legge di Pio La Torre che introduce nel codice penale i reati di associazione mafiosa e di concorrenza violenta e introduce severi controlli patrimoniali sui sospetti criminali. Il ministro non chiarisce il motivo che ha spinto il governo a lasciare solo il generale per poi affrettarsi a concedere i poteri speciali al nuovo prefetto, Emanuele De Francesco, già capo del SISDE.
Il ministro Rognoni mette a disposizione il proprio incarico: Spadolini rigetta le dimissioni.
Anche se non sono ancora definiti i poteri De Francesco assume la carica di Alto commissario per la lotta alla mafia.[12]
- 8 settembre: Nando dalla Chiesa, figlio del generale ucciso, accusa la DC siciliana di essere mandante dell'omicidio del padre, in particolare il sindaco di Palermo Nello Martellucci e il presidente della regione Mario D'Acquisto, che reagiscono negando qualsiasi coinvolgimento. A Viareggio, dove partecipa alla locale festa di amicizia, Ciriaco De Mita non nega che la politica siciliana sia inquinata dal potere mafioso ma respinge il coinvolgimento del partito come vile, ingiusto e ingeneroso. Il PCI siciliano chiede le dimissioni di D'Acquisto e Martellucci.
Il direttivo nazionale di Confindustria chiede al governo un deciso intervento sul costo del lavoro e del denaro e sulle tariffe dei servizi bancari.[13]
- 13 settembre: Licio Gelli viene arrestato a Ginevra mentre sta sbloccando un conto di circa 170 miliardi di lire in una filiale dell'Unione banche svizzere. Viene subito ipotizzato che è costituito dai fondi del Banco Ambrosiano passati per diversi paradisi fiscali. Nella perquisizione dei suoi bagagli sono trovati carteggi con numeri di conto corrente e annotazioni di operazioni condotte da Roberto Calvi nel suo soggiorno a Londra, dove è stato ucciso. Il governo è subito pressato perché si attivino le pratiche dell'estradizione in Italia.[14]

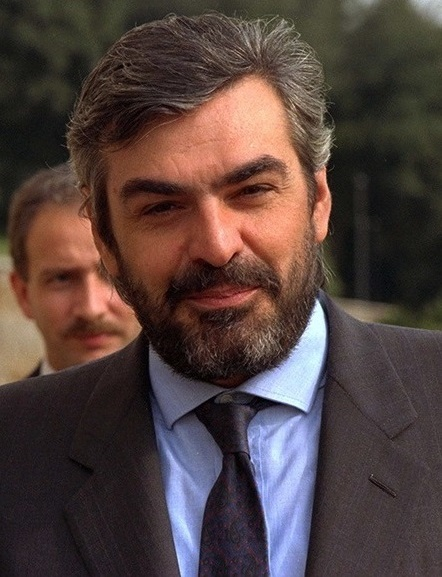
Giovanni Goria

- 17-18 settembre: al convegno della corrente democristiana Forze nuove, a Saint-Vincent, i responsabili economici della DC, Giovanni Goria, e del PSI, Mario Lizzero, accusano l'esecutivo di tamponare la situazione dell'economia senza frenare l'aumento della spesa pubblica, del costo del lavoro e il tasso di sconto. Viene contestato anche il sistema delle partecipazioni statali, che accorre in soccorso di siderurgia, chimica, metallurgia senza preoccuparsi di investire nell'energia nucleare. Si forma una nuova tendenza denominata Nuova alleanza democratica, che raggruppa i dorotei di Bisaglia e Rumor, i forzanovisti di Donat Cattin e le tendenze di Forlani e Gerardo Bianco.[15]
- 25 settembre: consiglio dei ministri: all'ordine del giorno il rinnovo dei vertici delle aziende pubbliche. Romano Prodi è presidente dell'IRI, Umberto Colombo dell'Eni, Corrado Fiaccavento all'EFIM, Dino Marchetti all'ISVAP. Viene avviata la discussione sulla relazione previsionale di bilancio per il 1983. Viene approvato un quinto aumento della benzina, +25 lire sia per super sia per normale, e un aumento da 50 a 300 lire per le tariffe postali.[16]
- 28 settembre: Spadolini riunisce i segretari e i capigruppo parlamentari dei partiti di maggioranza per trovare un accordo sulla relazione previsionale di bilancio, bocciata per la terza volta. Il ministro Renato Altissimo annuncia che verrà preparata una quarta bozza ma le opinioni dei partiti sono discordanti. I democristiani insistono per una linea deflattiva, per un taglio di almeno 20.000 miliardi al bilancio pubblico e una generalizzata riduzione di stipendi e salari. [17]
- 30 settembre: consiglio dei ministri: continua la discussione sulla relazione previsionale di bilancio per il 1983, che fissa il tetto del disavanzo della spesa pubblica a 60-65.000 miliardi contro i 50.000 fissati in precedenza. La sua approvazione prevede il tasso d'inflazione al 14%, una diminuzione dell'1,5% dell'occupazione e un deficit di 1.281 miliardi nella bilancia dei pagamenti. Viene stabilito un taglio di almeno 40.000 miliardi nella spesa pubblica. Il ministro del bilancio, Giorgio La Malfa, avverte che la mancata approvazione porterebbe l'inflazione al 21% e la bilancia dei pagamenti a un disavanzo di 12.000 miliardi.
Il ministro della sanità, Renato Altissimo, riferisce a sua volta alla commissione bilancio del Senato che la spesa sanitaria viene quantificata in 26.000 miliardi, ai quali vanno aggiunti 2.500 miliardi in sede di assestamento. Altissimo chiede una più equa ripartizione del fondo sanitario nazionale per il 1983.[18]

#### Ottobre
- 2 ottobre: il presidente del consiglio viene contestato all'assemblea annuale dell'ANCI per la proposta di un'addizionale sulle imposte IRPEF e IRPEG destinata a compensare i tagli alla spesa per gli enti locali.[19]
- 6 ottobre: il segretario della DC, Ciriaco De Mita, propone un comune programma elettorale dei partiti della maggioranza. Socialdemocratici e liberali concordano, il PSI rifiuta la proposta: Claudio Martelli, sostenuto di li a poco dalla direzione nazionale, sostiene che i socialisti non potrebbero mai aderire a un'impostazione centrista che ripristini l'egemonia della DC.
- 6-8 ottobre: comitato centrale PCI: l'assise convoca il congresso nazionale per il 23-27 febbraio 1983 e ne definisce i temi. Nominata una commissione che, per la prima volta, definirà il documento congressuale sulla base delle indicazioni provenienti dai congressi delle federazioni provinciali.[20]
- 11 ottobre: alla vigilia del dibattito alla Camera sulla legge finanziaria il ministro del tesoro, Nino Andreatta, fornisce i dati sulla situazione economica dello Stato. Il fabbisogno per il 1982 è quantificato il 69.082 miliardi, 17.592 in più rispetto al 1981, dei quali solo 2.800 miliardi potranno essere coperti da prestiti esteri. Il resto dovrà essere coperto col prelievo dal risparmio nazionale ma il governatore della Banca d'Italia, Carlo Azeglio Ciampi, avverte che non è inesauribile, e che solo per il 1982 è già vincolato dal deficit pubblico per una quota del 66%.
La maggioranza decide di far quadrato attorno alla legge finanziaria. Non saranno presentati emendamenti se non col consenso di tutti e cinque i partiti che la compongono.[21]

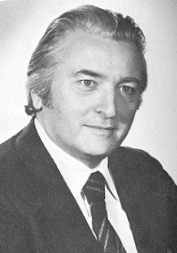
Luciano Radi

- 13 ottobre: il governo pone dei paletti sulla libertà di azione dei gruppi parlamentari di maggioranza nel dibattito sulla finanziaria. Gli eventuali emendamenti di maggioranza dovranno essere trasmessi al ministro per i rapporti col parlamento, Luciano Radi, che a sua volta dovrà sottoporli al consiglio dei ministri. I parlamentari di DC, PSI, PSDI, PRI e PLI, quindi, dovranno adeguarsi alle decisioni del consiglio dei ministri, una scelta che annulla l'autonomia decisionale dei gruppi e riduce la sovranità del parlamento. L'esecutivo è accusato di voler in questo modo proteggere l'alto numero di deleghe in bianco che la finanziaria affida al governo.[22]
- 14 ottobre: il governo viene sconfitto nelle commissioni lavoro e difesa della Camera sui bilanci dei corrispondenti ministeri e si salva per un solo voto alla commissione lavoro sul parere alla legge finanziaria. I repubblicani assumono un atteggiamento apertamente contrario alle deleghe sull'abusivismo edilizio (che aprirebbero la strada a indiscriminati condoni) e alla tassazione di immobili e aree fabbricabili.[23]
- 15-17 ottobre: consiglio nazionale DC: Ciriaco De Mita ottiene soltanto delle astensioni sulla linea politica della segreteria. Poste in votazione la relazione e la soluzione alla crisi di governo ottiene un voto favorevole solo sulla validità dell'alleanza di governo a cinque, e solo dai forlaniani e dall'area Zac. Restano alla piena opposizione gli ex dorotei di Antonio Bisaglia e il gruppo di Carlo Donat Cattin.[24]
- 15 ottobre: intervistato da l'Espresso il senatore Bruno Visentini, presidente del PRI, attacca la linea politica economica del governo (e di conseguenza l'appoggio del suo partito a Spadolini) parlando di grave insolvenza dello Stato, di annullamento della moneta e di interventi tampone sul debito pubblico. Visentini attacca l'alto numero di deleghe al governo contenute nella legge finanziaria, che consente la sopraffazione dei partiti sulle istituzioni e l'appropriazione da parte dei ministri dei poteri del parlamento. Il governo deve essere formato non da delegazioni di partito ma da tecnici, anche di area politica, che siano capaci non solo di formulare delle politiche ma anche di metterle in pratica.[25]

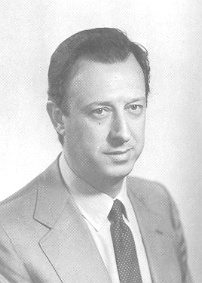
Mario Usellini

- 20 ottobre: il governo viene sconfitto nella commissione congiunta finanze-tesoro della Camera. Due deputati DC, Mario Usellini e Publio Fiori, votano con le opposizioni contro i decreti di aumento dell'IVA. Usellini dichiara che se in aula si andrà a votazione segreta (quindi senza la questione di fiducia) il governo rischia un'ulteriore sconfitta.
La commissione bilancio del Senato rinvia l'esame della legge finanziaria per l'indisponibilità dei deputati della maggioranza a prendere la parola e votare. Le opposizioni, in particolare dal PCI, sostengono che non vogliono prendersi la responsabilità di promuovere i contenuti recessivi della legge, che aumenta da 50.000 a 73.400 miliardi il disavanzo e aumenta l'inflazione dal 16 al 17,5%.[26]
- 27 ottobre: in una intervista rilasciata a il Giornale il presidente del consiglio dichiara che se entro il 30 novembre sindacati e Confindustria non avranno trovato un accordo sulla scala mobile il governo prenderà i propri provvedimenti anche a costo di una crisi e di elezioni anticipate. Le parole di Spadolini giungono dopo che nella votazione finale sul decreto IVA alla Camera si sono registrati almeno 30 franchi tiratori nella maggioranza, e sono viste come un tentativo di affrontare una caduta onorevole dell'esecutivo.[27]

#### Novembre
- 2-4 novembre: comitato centrale PSI: Craxi definisce il governo "una babilonia" ma conferma la disponibilità socialista a un rinnovo del patto di collaborazione con la DC, non escludendo che al breve periodo si torni ad un esecutivo a guida democristiana. Nel corso dell'assise il ministro delle finanze, Rino Formica, lancia un nuovo attacco contro il ministro del tesoro, Nino Andreatta, per l'idea di un blocco dei salari e dei prezzi. Formica sostiene che sia un segno del disordine che regna nell'esecutivo, che vuole fissare tetti alla spesa pubblica tralasciando le spese della previdenza sociale e quelle per la fiscalizzazione degli oneri sociali, e che occorrono le elezioni perché non si può vivere in una campagna elettorale permanente.[28]
- 5 novembre: si accentua lo scontro tra i ministri Formica e Andreatta. A due giorni dalla seduta decisiva della Camera sugli emendamenti alla legge finanziaria il primo, oltre a quelle già formulate, accusa il secondo di promuovere uno scontro distruttivo tra Confindustria e sindacati. Andreatta definisce Formica "un commercialista di Bari" e definisce fantafinanza le dichiarazioni del collega. Esplode quella che, da una frase di Giovanni Galloni su il Popolo, viene definita la Lite delle comari.[29]
- 8 novembre: bloccato dallo scontro tra Andreatta e Formica il governo non è in grado di presentare i propri emendamenti alla legge finanziaria. Saltata la riunione che doveva definirli la discussione alla Camera è rinviata a data da destinarsi mentre Spadolini accarezza l'idea di chiedere al capo dello Stato la sostituzione dei due ministri.[30]
- 9-13 novembre: sulla possibilità di sostituire i due ministri del tesoro e delle finanze la DC dichiara di rimettersi alle decisioni del presidente del consiglio, il PSI oppone un netto rifiuto alle dimissioni del ministro Formica. Spadolini si reca al Quirinale con l'alternativa dimissioni o crisi di governo. Poche ore dopo l'ufficio stampa della presidenza della Repubblica comunica che Spadolini ha presentato le dimissioni e che Pertini le ha respinte, rinviando il governo alle Camere. Dopo una breve seduta della Camera Spadolini, riunito velocemente il consiglio dei ministri in una sala di Montecitorio, torna da Pertini e conferma le dimissioni per la situazione politica ormai fuori controllo.[31]